# Bryan Arion
Bryan Arion es un actor y modelo mexicano mejor conocido por sus papeles en series de televisión como selena: la serie y The Last Ship.

## Biografía
Nació en Chilpancingo, Guerrero. Su familia fue víctima de la violencia relacionada con los cárteles, por lo que a los 5 años él y su madre huyeron a Estados Unidos. Creció en Carolina del Norte, donde experimentó racismo e intimidación debido a su origen étnico.
Consiguió uno de sus primeros papeles en la telenovela Days of Our Lives. También apareció en la serie dramática de acción The Last Ship. Interpretó a Ray en selena: la serie, que se estrenó en 2020. También ha aparecido en comerciales.

## Vida personal
Es practicante de Jiu-jitsu brasileño y Muay thai. También es músico que toca la guitarra y el piano.

## Filmografía
| Año  | Título            | Rol                                | Notas        | Ref.        |
| 2015 | Atlas web         | Gorrión, Marcus, Chico, Tom, Lance | Serie de TV  |             |
| 2015 | Warzone           | Sparrow                            | Serie de TV  |             |
| 2016 | Days of Our Lives | Niño comunal                       | Series de TV | [ 1 ] [ 2 ] |
| 2016 | Blacked Out       | Paul                               | Cortometraje |             |
| 2018 | The Last Ship     | Yeonis Estrada                     | Series de TV | [ 1 ] [ 2 ] |
| 2019 | Instant Crush     | Ernesto Álvarez                    | Series de TV |             |
| 2020 | Mijo              | Papá                               | Cortometraje |             |
| 2020 | selena: la serie  | Rayo                               | Series de TV | [ 5 ] [ 6 ] |
| 2023 | These Foos        | Brock                              | Película     |             |